# Chikkadevarahalli, Channagiri
Chikkadevarahalli là một làng thuộc tehsil Channagiri, huyện Davanagere, bang Karnataka, Ấn Độ.